# École militaire d'application
Les écoles militaires d’application sont des établissements de formation de l’armée française qui apportent une spécialisation aux officiers et sous-officiers sortant des écoles de formation initiale.

## Armée de terre
Il existe une école d'application par arme :
- Les écoles militaires de Draguignan
  - L'École de l'artillerie
  - L'École de l'infanterie
- L'École du génie à Angers
- L'École des transmissions à Cesson-Sévigné
- Les écoles militaires de Bourges[1]
  - L'École du matériel
  - L'École du train dont dépendent les CIEC (Centre d'Instruction Élémentaire de Conduite)
  - Le Centre Formation Logistique
- L'École de l'aviation légère de l'armée de terre au Cannet-des-Maures et à Dax[2]
- L'École de l'arme blindée et cavalerie de Saumur

Elles dépendent de la sous-direction de la formation et des écoles de la direction des ressources humaines de l'armée de terre.

## Marine nationale
Les jeunes enseignes de vaisseau partent pour un séjour de quelques mois à bord du groupe école d'application sur un des BPC de la classe Mistral et la frégate Georges Leygues.

## Armée de l'air
- École de formation des navigateurs de combat
- École de l'aviation de chasse de la Base Aérienne 705 Tours (voir également Centre d'Instruction de la Chasse)
- École de l'aviation de transport de la Base Aérienne 702 Avord
- Escadron de Formation des Commandos de l'Air
- École d'enseignement technique de l'armée de l'air

## Service de santé des armées
Les médecins, pharmaciens, dentistes et officiers du corps technique et administratif passent à l'école du Val-de-Grâce.

## Service de l'énergie opérationnelle
La formation s'effectue à la base pétrolière interarmées de Chalon-sur-Saône.

## Direction générale de l'Armement
L'ENSTA Bretagne remplit le rôle à la fois de formation initiale et d'école d'application pour les IETA. Les IA, issus pour la plupart de l’École polytechnique, intègrent comme école d'application l'ISAE, l'ENSTA ParisTech ou l'ENSTA Bretagne.